# Microtropesa violacescens
Microtropesa violacescens là một loài ruồi trong họ Tachinidae.